# Peter Kurt Westergaard
 Der er for få eller ingen kildehenvisninger i denne artikel, hvilket er et problem. Du kan hjælpe ved at angive troværdige kilder til de påstande, som fremføres i artiklen.

Peter Kurt Westergaard (født 1959) er en dansk religionsfilosof, ph.d. og teolog, som er lektor ved Institut for Tværkulturelle og Regionale Studier ved Københavns Universitet, hvor hans primære forskningsområde er idéhistorie og religionsfilosofi med speciale i Friedrich Nietzsche og Ludwig Wittgensteins filosofi.

## Publikationer i udvalg
- Westergaard, P. (2015). Kritik og tro, Hume, Kant, Nietzsche og Wittgenstein. Frederiksberg: Anis.
- Westergaard, P. (2013). Mennesket er et ceremonielt dyr, Ludwig Wittgensteins Bemærkninger om Frazers "Den gyldne gren" (1. oplag ed.). Frederiksberg: Anis.
- Westergaard, P. (2009). Nietzsche "- fra 1888, som år et -", et studie i Nietzches Der Antichrist. Aalborg: Aalborg Universitetsforlag.
- Westergaard, P. (2007). Død og opstand, om det evige liv. Frederiksberg: Anis.
- Westergaard, P. (2002). John Wisdoms guder, en religionhistorisk analyse. Kbh: Museum Tusculanum.
- Westergaard, P. (2000). Ludwig Wittgenstein, hele billedligheden i vor udtryksmåde (Slagmarks skyttegravsserie). Århus: Slagmark.